# Hôpital Erasme

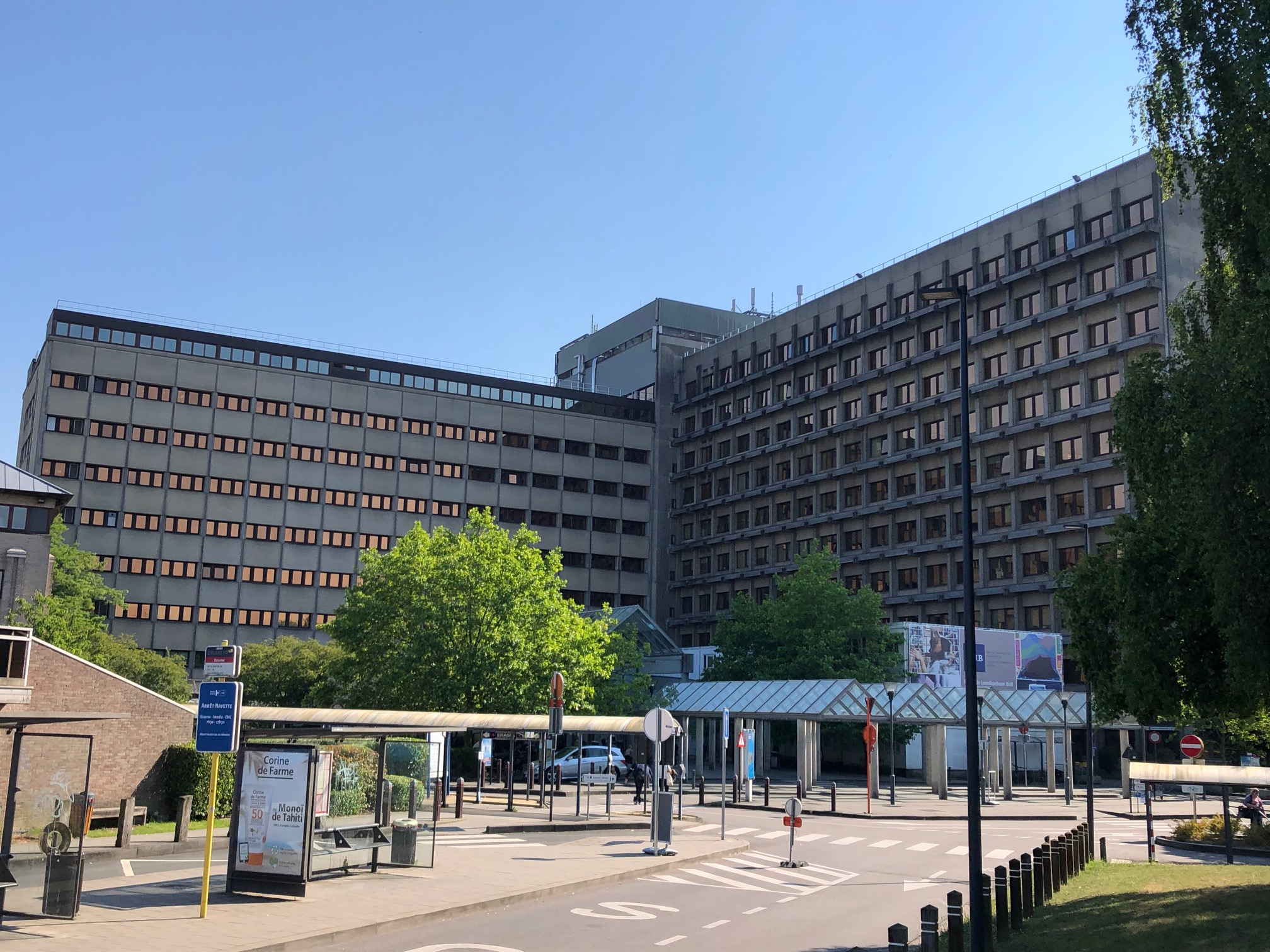
Haupteingang und zentrales Gebäude der Universitätsklinik Hôpital Erasme

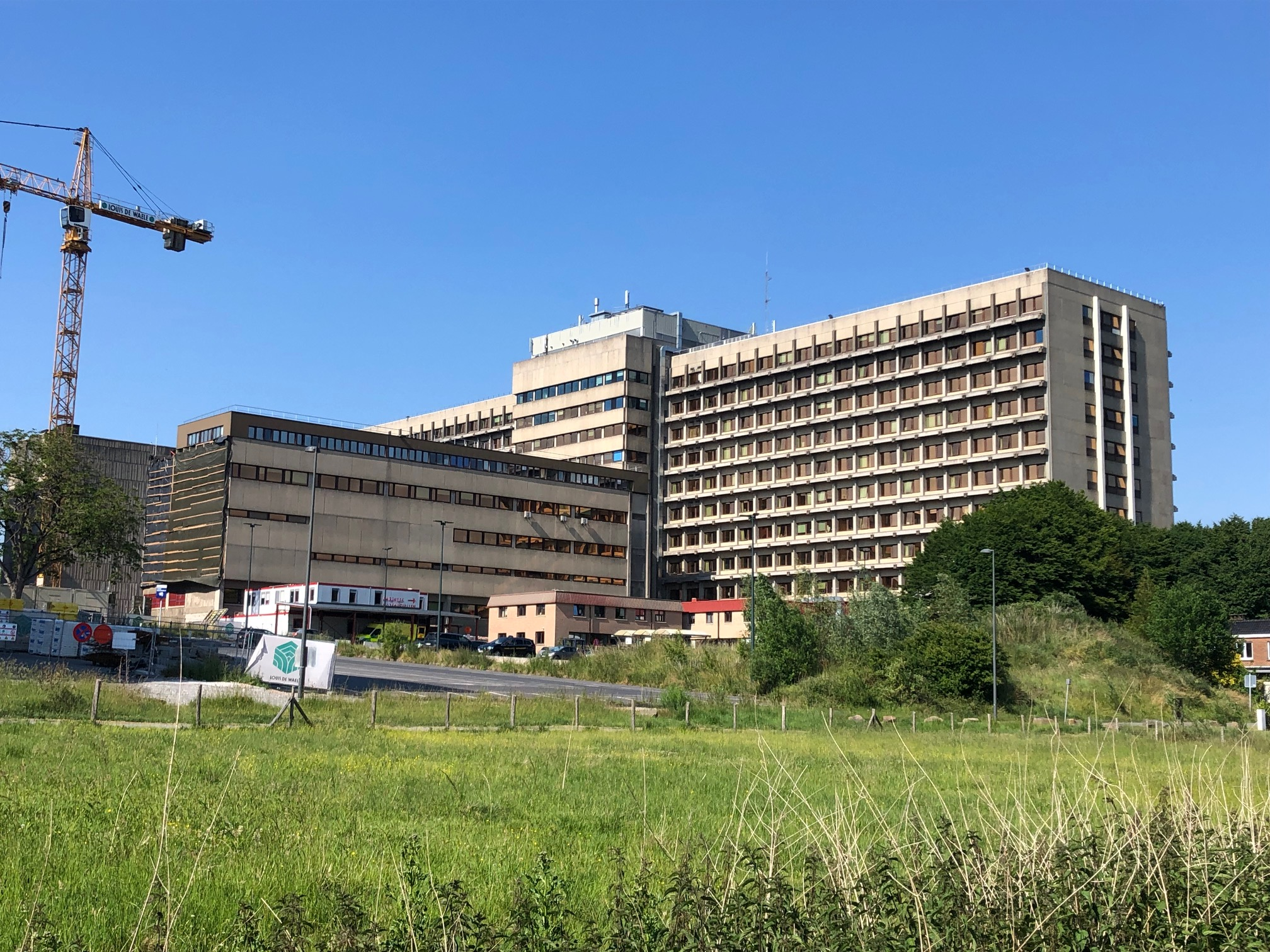
Ansicht des Hôpital Erasme aus Süden von der rue Meylemeersch

Das Hôpital Erasme (niederländisch: Erasmus Ziekenhuis, deutsch: Erasmus-Krankenhaus) ist das Universitätsklinikum der Université libre de Bruxelles (Freien Universität Brüssel, ULB) und eines der größten Krankenhäuser der Region Brüssel-Hauptstadt. Es liegt im Südwesten der Stadt in der Gemeinde Anderlecht direkt an der Grenze zu Flandern und der Gemeinde Sint-Pieters-Leeuw.
Im Hôpital Erasme stehen 1048 Betten zur Patientenversorgung zur Verfügung, jährlich werden mit Stand 2022 bis zu 30.000 Patienten stationär und bis zu 400.000 Patienten ambulant behandelt. Das Krankenhaus hat über 4000 Mitarbeiter.

## Campus Erasme
Um das Krankenhaus hat sich ein Medizin-Campus entwickelt, auf dem die medizinische Fakultät der ULB mit etwa 3500 Studierenden, die Fakultät für Bewegungswissenschaften (Sciences de Motricité) mit etwa 1100 Studierenden und die Ecole de Santé Publique (Gesundheitswissenschaften, Public Health) mit etwa 600 Studierenden sowie zahlreiche Forschungsinstitutionen und Niederlassungen der pharmazeutischen Industrie angesiedelt sind. Daneben gibt es ein ambulantes Zentrum für Konsultationen, das Erasme Medical Center, und mit Imedia ein ambulantes Radiologie-Zentrum.
Seit Dezember 2021 ist neben dem Universitätsklinikum auch der Neubau des Institut Bordet, einer onkologischen Fachklinik, auf dem Campus eingerichtet, diese Klinik wurde zuvor bereits 2018 verwaltungstechnisch mit dem Hôpital Erasme fusioniert. Sie ist nach dem belgischen Immunologen und Medizin-Nobelpreisträger von 1919 Jules Bordet benannt.
Zum Universitätsklinikum zählen darüber hinaus einige andere Standorte wie die Universitätskinderklinik Reine Fabiola (Hôpital universitaire des enfants Reine Fabiola) in Laeken im Nordwesten von Brüssel, Polikliniken im Stadtzentrum (Lothier) und in Nivelles, eine geriatrische Fachklinik (CRG) und eine Spezialrehabilitationsklinik (Centre de Traumatologie et Réadaptation – C.T.R.) im Nordwesten von Brüssel.

## Geschichte
Bis in die 1960er Jahre waren die Kliniken St. Pierre in der Innenstadt sowie Brugmann in Laeken die Universitätskliniken der medizinischen Fakultät der ULB, aber bei steigendem Bedarf an Krankenhauskapazität und steigender Studierendenzahl genügten diese beiden Kliniken nicht mehr. Zudem hatte die KU Leuven bzw. deren frankophone Abspaltung, die Université catholique de Louvain, Ende der 1960er Jahre Planungen aufgestellt, im Osten Brüssels eine neue Universitätsklinik zu bauen, das heutige Hôpital Saint-Luc. Darauf trieb auch die liberale ULB ihre Krankenhausplanungen voran und 1968 genehmigte das föderale Gesundheitsministerium den Bau einer Universitätsklinik mit 1500 Betten. Aber 1969 kam es zur endgültigen Spaltung in eine frankophone und eine flämische Abteilung der liberalen Universität und so entstanden zwei Universitätskliniken in Brüssel mit 900 Betten seitens der frankophonen ULB und 600 Betten seitens der flämischen VUB (Vrije Universiteit Brussel), aus der dann in Jette im Nordwesten von Brüssel das UZ Brussel als kleineres flämisches Universitätsklinikum hervorgegangen ist.
Die Bauarbeiten für das Hôpital Erasme begannen im Oktober 1971 auf freiem Feld, noch deutlich vor der Besiedlungsgrenze Brüssels im Pajottenland. Das Krankenhaus wurde schließlich 1977 eingeweiht und in den folgenden Jahren schrittweise bezogen. Es wurde nach Erasmus von Rotterdam benannt, der 1521 einige Monate in Anderlecht verbrachte.
Erster medizinischer Direktor des Universitätsklinikums wurde Alain De Wever, der noch als Student in den 1960er Jahren einer der wesentlichen Initiatoren des Projekts war. 1978 folgten Gebäude für Laboratorien und es wurde auch ein neuer Standort für die gesundheitswissenschaftliche Fakultät, die Ecole de Santé Publique, errichtet. Anfang 1979 waren nur 200 Betten verfügbar, Ende dieses Jahres dann 300 Betten. Aus der Innenstadt zogen 1981–1982 die Anatomie und die Pathologie in Neubauten auf dem Campus (bâtiment C).
Im November 1981 wurde die Neurochirurgie eröffnet, die später unter Jacques Brotchi zu einer der renommiertesten und weltweit bekannten Abteilungen wurde und im Januar 2000 ein Gamma-Knife in Betrieb nahm. Im April 1986 überschritt die Bettenzahl 800 Plätze. 1991 zog die Medizinische Fakultät vollständig auf den Campus Erasme um. 1994 wurde ein Museum der Medizin errichtet.
Erst 2003 wurde das Krankenhaus an die Metro Brüssel angeschlossen und ist seither Endhaltestelle der Linie 5.

## Trivia
Alle vier Kinder von König Philippe und Königin Mathilde wurden im Hôpital Erasme geboren: 2001 Kronprinzessin Elisabeth von Belgien, 2003 Prinz Gabriel von Belgien, 2005 Emmanuel von Belgien und 2008 Prinzessin Eléonore von Belgien.